# Diana Ross and the Supremes Join the Temptations
Albums par Diana Ross and the Supremes
Diana Ross & the Supremes Sing and Perform "Funny Girl"
(1968) Love Child
(1968)
Albums par The Temptations
Wish It Would Rain
(1968) TCB
(1968)
Diana Ross and the Supremes Join the Temptations est un album réunissant deux groupes de la Motown : Diana Ross and the Supremes et The Temptations, comme son titre l'indique. Il est sorti en novembre 1968. C'est le premier album enregistré par les Temptations avec Dennis Edwards, qui remplace David Ruffin en mars 1968.
Les deux groupes collaborent également à l'occasion d'une émission télévisée, TCB, diffusée sur la chaîne NBC le 9 décembre, puis sur un deuxième album, Together, sorti fin 1969.

## Titres

### Face 1
1. Try It Baby (Berry Gordy) – 3:42
2. I Second That Emotion (en) (Smokey Robinson, Al Cleveland) – 2:19
3. Ain't No Mountain High Enough (Nickolas Ashford, Valerie Simpson) – 2:16
4. I'm Gonna Make You Love Me (Kenneth Gamble, Leon Huff, Jerry Ross) – 3:06
5. This Guy's in Love With You (Burt Bacharach, Hal David) – 3:48
6. Funky Broadway (Lester Christian) – 2:32

### Face 2
1. I'll Try Something New (Robinson) – 2:20
2. A Place in the Sun (Ron Miller, Bryan Wells) – 3:29
3. Sweet Inspiration (Dan Penn, Spooner Oldham) – 2:55
4. Then (Robinson, Ronnie White, Warren « Pete » Moore) – 2:12
5. The Impossible Dream (Joe Darion, Mitch Leigh) – 4:47

## Musiciens
- The Supremes :
  - Diana Ross : chant principal
  - Mary Wilson : chœurs
  - Cindy Birdsong : chœurs

- The Temptations :
  - Eddie Kendricks : chant principal (2, 4, 7, 9), chœurs
  - Dennis Edwards : chant principal (3, 6), chœurs
  - Paul Williams : chant principal (1, 8, 10, 11), chœurs
  - Melvin Franklin : chant principal (1), chœurs
  - Otis Williams : chant principal (4, 5), chœurs